# Мауле (область)
Мауле (исп. Maule) — административная область в центральной части Чили. Включает в себя 4 провинции и 30 коммун.
Территория — 30 296,1 км². Численность населения — 1 044 950 жителей (2017). Плотность населения — 34,49 чел./км².
Административный центр — город Талька.

## Расположение
Область граничит:
- на севере — область Либертадор-Хенераль-Бернардо-О’Хиггинс
- на востоке — Аргентина
- на юге — область Ньюбле
- на западе — Тихий океан

## Демография
Согласно сведениям, собранным в ходе переписи 2017 г. Национальным институтом статистики (INE),  население области составляет:
| Полное население                         | Полное население                         | Полное население                         | Полное население                         | Полное население                         | 1 044 950 |
| ---------------------------------------- | ---------------------------------------- | ---------------------------------------- | ---------------------------------------- | ---------------------------------------- | --------- |
| в том числе:                             | Городское население                      | 765 131                                  | Процент городского населения, %          | 73,22                                    |           |
|                                          | Сельское население                       | 279 819                                  | Процент сельского населения, %           | 26,78                                    |           |
|                                          | Мужское население                        | 511 624                                  | Процент мужского населения, %            | 48,96                                    |           |
|                                          | Женское население                        | 533 326                                  | Процент женского населения, %            | 51,04                                    |           |
| Плотность населения, чел./км²            | Плотность населения, чел./км²            | Плотность населения, чел./км²            | Плотность населения, чел./км²            | Плотность населения, чел./км²            | 34,49     |
| Население области в % к населению страны | Население области в % к населению страны | Население области в % к населению страны | Население области в % к населению страны | Население области в % к населению страны | 5,95      |

## Крупнейшие населённые пункты[4]
- Талька (Talca) — 205 089 чел. (2002)
- Курико (Curicó) — 139 700 чел. (2002)
- Линарес (Linares) — 100 604 чел. (2002)
- Каукенес (Cauquenes) — 52 000 чел. (2002)
- Конститусьон (Constitución) — 50 914 чел. (2002)
- Парраль (Parral) — 45 000 чел. (2002)
- Сан-Клементе (San Clemente) — 42 000 чел. (2002)
- Сан-Хавьер (San Javier) — 40 000 чел. (2002)
- Молина (Molina) — 27 203 чел. (2002)

## Административное деление
Область включает в себя 4 провинции и 30 коммун.
| Политико-административное деление области Мауле | Политико-административное деление области Мауле |                             |
| --- | ----------------------------------------------- | --------------------------- |
| \| Провинция \| Административный центр \| Коммуна \| \| ---------- \| ---------------------- \| --------------------------- \| \| 1 Каукенес \| Каукенес \| 1 Каукенес \| \| 1 Каукенес \| Каукенес \| 2 Чанко \| \| 1 Каукенес \| Каукенес \| 3 Пельюуэ \| \| 2 Курико \| Курико \| 4 Курико \| \| 2 Курико \| Курико \| 5 Уаланье \| \| 2 Курико \| Курико \| 6 Ликантен \| \| 2 Курико \| Курико \| 7 Молина \| \| 2 Курико \| Курико \| 8 Рауко \| \| 2 Курико \| Курико \| 9 Ромераль \| \| 2 Курико \| Курико \| 10 Саграда-Фамилиа \| \| 2 Курико \| Курико \| 11 Тено \| \| 2 Курико \| Курико \| 12 Вичукен \| \| 3 Линарес \| Линарес \| 13 Кольбун \| \| 3 Линарес \| Линарес \| 14 Линарес \| \| 3 Линарес \| Линарес \| 15 Лонгави \| \| 3 Линарес \| Линарес \| 16 Парраль \| \| 3 Линарес \| Линарес \| 17 Ретиро \| \| 3 Линарес \| Линарес \| 18 Сан-Хавьер-де-Лонкомилья \| \| 3 Линарес \| Линарес \| 19 Вилья-Алегре \| \| 3 Линарес \| Линарес \| 20 Йербас-Буэнас \| \| 4 Талька \| Талька \| 21 Конститусьон \| \| 4 Талька \| Талька \| 22 Курепто \| \| 4 Талька \| Талька \| 23 Эмпедрадо \| \| 4 Талька \| Талька \| 24 Мауле \| \| 4 Талька \| Талька \| 25 Пеларко \| \| 4 Талька \| Талька \| 26 Пенкауэ \| \| 4 Талька \| Талька \| 27 Рио-Кларо \| \| 4 Талька \| Талька \| 28 Сан-Клементе \| \| 4 Талька \| Талька \| 29 Сан-Рафаэль \| \| 4 Талька \| Талька \| 30 Талька \| |                                                 |                             |
| Провинция | Административный центр                          | Коммуна                     |
| 1 Каукенес | Каукенес                                        | 1 Каукенес                  |
| 1 Каукенес | Каукенес                                        | 2 Чанко                     |
| 1 Каукенес | Каукенес                                        | 3 Пельюуэ                   |
| 2 Курико | Курико                                          | 4 Курико                    |
| 2 Курико | Курико                                          | 5 Уаланье                   |
| 2 Курико | Курико                                          | 6 Ликантен                  |
| 2 Курико | Курико                                          | 7 Молина                    |
| 2 Курико | Курико                                          | 8 Рауко                     |
| 2 Курико | Курико                                          | 9 Ромераль                  |
| 2 Курико | Курико                                          | 10 Саграда-Фамилиа          |
| 2 Курико | Курико                                          | 11 Тено                     |
| 2 Курико | Курико                                          | 12 Вичукен                  |
| 3 Линарес | Линарес                                         | 13 Кольбун                  |
| 3 Линарес | Линарес                                         | 14 Линарес                  |
| 3 Линарес | Линарес                                         | 15 Лонгави                  |
| 3 Линарес | Линарес                                         | 16 Парраль                  |
| 3 Линарес | Линарес                                         | 17 Ретиро                   |
| 3 Линарес | Линарес                                         | 18 Сан-Хавьер-де-Лонкомилья |
| 3 Линарес | Линарес                                         | 19 Вилья-Алегре             |
| 3 Линарес | Линарес                                         | 20 Йербас-Буэнас            |
| 4 Талька | Талька                                          | 21 Конститусьон             |
| 4 Талька | Талька                                          | 22 Курепто                  |
| 4 Талька | Талька                                          | 23 Эмпедрадо                |
| 4 Талька | Талька                                          | 24 Мауле                    |
| 4 Талька | Талька                                          | 25 Пеларко                  |
| 4 Талька | Талька                                          | 26 Пенкауэ                  |
| 4 Талька | Талька                                          | 27 Рио-Кларо                |
| 4 Талька | Талька                                          | 28 Сан-Клементе             |
| 4 Талька | Талька                                          | 29 Сан-Рафаэль              |
| 4 Талька | Талька                                          | 30 Талька                   |